# Longessaigne
Longessaigne település Franciaországban, Rhône megyében. Lakosainak száma 592 fő (2022. január 1.). Longessaigne Villechenève, Saint-Clément-les-Places, Brullioles, Chambost-Longessaigne, Montrottier és Saint-Laurent-de-Chamousset községekkel határos.

## Népesség
A település népességének változása:
| Lakosok száma | 601  | 598  | 613  | 595  | 594  | 595  | 596  | 595  | 592  |
|               | 2013 | 2015 | 2016 | 2017 | 2018 | 2019 | 2020 | 2021 | 2022 |